# Kurt Paul Jacobsohn
Kurt Paul Jacobsohn (* 31. Oktober 1904 in Berlin; † 22. September 1991 in Haifa)  war ein deutsch-portugiesischer Biochemiker.

## Leben
Jacobsohn stammte aus jüdischer Familie, besuchte das Luisen-Gymnasium in Berlin und studierte ab 1923 Chemie an der Humboldt-Universität Berlin, an der er 1929 bei Carl Neuberg promoviert wurde mit einer Dissertation, die am Kaiser-Wilhelm-Institut für Biochemie angefertigt wurde (Bildung und Spaltung von Glukosiden als Methode zur chemischen und biochemischen Trennung razemischer Alkohole in ihre optisch aktiven Komponenten). Von 1927 bis 1929 war er Assistent von Neuberg.
1929 ging er an das Forschungsinstitut Bento da Rocha Cabral (IRC) in Lissabon als Leiter der Biochemie erst mit einem Vierjahresvertrag, der aber schon ein Jahr später in eine permanente Position umgewandelt wurde. Am IRC befasste er sich mit Enzymforschung. 1935 wurde er portugiesischer Staatsbürger. Auf Vorschlag von Antonio Pereira Forjaz, dem Professor für Chemie, lehrte er auch an der Universität Lissabon (ab 1955 organische Chemie).
1974 gab er die Vorlesungen auf, war aber weiter wissenschaftlich aktiv. Als das IRC aufgrund der allgemeinen Finanzkrise in Portugal in Schwierigkeiten kam, wurde es nach der Nelkenrevolution 1974 von der staatlichen Forschungsorganisation INIC übernommen als Zentrum für biochemische Forschung und Tierphysiologie der Universität Lissabon. Jacobsohn wurde 1977 dessen Generalsekretär und Leiter zweier Forschungsprojekte (Enzymologie und Fettstoffwechsel), was er bis 1979 blieb. 1980 zog er zu seiner ältesten Tochter Renata nach Israel.
Jacobsohn (von Haus aus organischer Chemiker) förderte die Entwicklung und Lehre der Biochemie in Portugal und machte sie unabhängiger von der Medizin. Dank seiner Bemühungen wurde Biochemie ab den 1960er Jahren Studenten der Lizenz für Physikalische Chemie gelehrt (eine eigenständige Lizenz für Biochemie gab es in Portugal ab 1982). Er führte Isotope in die biochemische Forschung in Portugal ein.
Er forschte unter anderem über die Wirkung optisch aktiver Enzyme (Fumarase, Aspartase, Aconitase) auf ungesättigte Fette und er befasste sich mit Esterasen (wie Cholinesterasen, Thiaminase, Phosphatase, Urease, Glycerophosphatase, Tyrosinase).
1963 erhielt er eine Auszeichnung der deutschen Bundesregierung für die Förderung der Zusammenarbeit zwischen Portugal und Deutschland.
Er war mit Liesel Jacobsohn verheiratet und hatte zwei Töchter.
Er war Sekretär der portugiesischen Gesellschaft für Biologie und zeitweise Präsident der portugiesischen Gesellschaft für Physik und Chemie.
Ab 1945 war er Herausgeber für portugiesisch- und spanischsprachige Länder der niederländischen von Carl Oppenheimer herausgegebenen Enzyklopädie Enzymologia. 1947 wurde er Berater der Zeitschrift Archives of Biochemistry und 1949 der von Emil Abderhalden herausgegebenen Zeitschrift Vitamine, Fermente, Hormone und von Experimental Medicine and Surgery (herausgegeben von Bruno Kisch).

## Schriften (Auswahl)
- mit Forjaz: Química Geral., Guimarães e Ca., Lissabon 1931, 2. Auflage 1942 (allgemeine Chemie)
- mit Forjaz: Química Orgânica., Guimarães e Ca., Lissabon 1936
- mit Forjaz: Introdução à química física., Ramos Afonso e Moita, Lissabon 1955 (2. Auflage)